# Villgratner Berge
Villgratner Berge to podgrupa Wysokich Taurów, pasma górskiego w Alpach Wschodnich. Leży na terytorium Austrii (Tyrol Wschodni) i Włoch (Tyrol Południowy). Grupa ta, razem z Rieserfernergruppe, tworzy południową część Taurów Wysokich. Żaden ze szczytów należących do tej grupy nie przekracza wysokością 3000 m n.p.m. – najwyższy szczyt ma "tylko" 2962 m. Nie występują tu także lodowce, z których słyną Taury Wysokie.
Grupa ta nie jest zbyt popularna wśród wspinaczy i turystów, choć miejscowe szczyty są położone w świetnym miejscu jeśli chodzi o widoki. Na północy widać lodowce Gross Venedigera i Grossglocknera na północy i szczyty Dolomitów na południu.
Villgratner Berge graniczy z: Venedigergruppe na północy, Granatspitzgruppe na północnym wschodzie, Schobergruppe na wschodzie, Alpami Gailtalskimi na południowym wschodzie Alpami Karnickimi na południu, Dolomitami na południowym zachodzie oraz z Rieserfernergruppe na północnym zachodzie.
Schroniska: Hochsteinhütte (ÖAV Sekcja Lienz) 2032 m, Gölbnerblickhütte (prywatne) 1824 m, Volkzeinerhütte (prywatne) 1886 m, Unterstalleralm (prywatne) 1664 m, Jausenstation Kalkstein (prywatne) 1641 m, Thurntalerrast (prywatne) 1978 m, Alte Bonner Hütte (prywatne) 2340 m.
Najwyższe szczyty to:
- Weisse Spitze (2962 m),
- Rote Spitze (2956 m),
- Hochgrabe (2951 m),
- Degenhorn (2946 m),
- Gölbner (2943 m),
- Gumriaul (2918 m),
- Hohe Storfen (2895 m),
- Regenstein (2891 m),
- Hochleitenspitze (2877 m),
- Wagenstein Spitz (2849 m).